# سانتا دومنیکا تالاو
سانتا دومنیکا تالاو (به ایتالیایی: Santa Domenica Talao) یک کومونه در ایتالیا است که در استان کزنتزا واقع شده‌است. سانتا دومنیکا تالاو ۳۵ کیلومتر مربع مساحت و ۱٬۳۰۰ نفر جمعیت دارد و ۳۰۴ متر بالاتر از سطح دریا واقع شده‌است.